# شیهو ماتسوبارا
شیهو ماتسوبارا (انگلیسی: Shiho Matsubara؛ زادهٔ ۷ ژوئیهٔ ۱۹۹۷) بازیکن فوتبال اهل ژاپن است.